# Феллер, Андрей Александрович
Андрей Александрович Феллер (род. 22 января 1988 года, Ачинск, Красноярский край) — российский лыжник.

## Карьера
Воспитанник «ДЮСШ» г. Ачинска имени Г. М. Мельниковой.
- Бронзовый призёр чемпионата мира среди юношей в эстафете (2005)
- Чемпион мира среди юниоров в эстафете (2008)
- Серебряный призёр молодёжного чемпионата мира в спринте (2009)
- Бронзовый призёр зимней Универсиады в масс-старте на 30 км (2013)
- Бронзовый призёр чемпионата России на дистанции 15 км классическим стилем (2014)
- Чемпион зимней Универсиады в гонке на 10 км классическим стилем (2015)
- Чемпион зимней Универсиады в эстафете (2015)

5 февраля 2011 года в Рыбинске дебютировал на этапах Кубка мира и занял 28 место в спринте.
Старший сержант полиции межмуниципального отдела МВД России «Ачинский» (Красноярский край).
Учился в Красноярском государственном педагогическом университете имени В. П. Астафьева. Окончил магистратуру Института физической культуры, спорта и туризма Сибирского федерального университета.

## Личная жизнь
Супруга — лыжница Ксения Феллер (Подопригора), поженились в 2014 году.